# Ioan Drăgan
Ioan Drăgan (* 2. Dezember 1965; † 2. Januar 2012) war ein rumänischer Fußballspieler.

## Sportlicher Werdegang
Drăgan begann seine Karriere bei ICIM Brașov. 1990 verließ er den seinerzeitigen Zweitligisten und wechselte zum Lokalkonkurrenten FC Brașov in die Divizia A. Dort belegte er mit der Mannschaft Plätze im Mittelfeld der Tabelle, in der Spielzeit 1994/95 belegte der Verein den letzten Nicht-Abstiegsplatz. Reichte es im folgenden Jahr zum zehnten Tabellenplatz, war der Abwehrspieler mit dem Klub in der Spielzeit 1996/97 erfolglos und stieg als Tabellenletzter aus der höchsten Spielklasse ab. Im Anschluss beendete er nach 169 Erstligaspielen, in denen er einen Torerfolg verzeichnen konnte, seine aktive Laufbahn.